# Izsó Mihály
Izsó Mihály (Túrkeve, 1929. január 26. – Pomáz, 2007. január 11.) magyar mezőgazdasági üzemmérnök, politikus, országgyűlési képviselő. A pomázi 4. Hangya Szövetkezet igazgatótanácsának elnöke.

## Életpályája

### Iskolái
1936–1940 között a Gyomán tanult. Ezután szülővárosában járta ki a polgárit. Két évig a szarvasi Tessedik Sámuel Mezőgazdasági Iskolában tanult. Tanulmányait 1946-ban abbahagyta, mert családjával Pomázra költözött. 1961-ben a budapesti Mezőgazdasági Technikum levelező tagozatán leérettségizett. 1966-ban végzett Mezőtúron a Felsőfokú Mezőgazdasági Technikum Mezőgazdasági Gépészeti Intézetében. 1974-ben diplomázott a keszthelyi Pannon Agrártudományi Egyetemen.

### Pályafutása
1946–1949 között családja pomázi bérleményén gazdálkodott. 1949–1950 között a Ferunion-nál ügyintéző gyakornok volt. 1950–1951 között teljesítette sorkatonai szolgálatát. 1951–1954 között Csepelen a Rákosi Mátyás Vas- és Fémműveknél segédmunkásként tevékenykedett. 1954–1961 között valamint 1963–1964 között a Budapesti Mezőgazdasági Gépgyár szakmunkása volt. 1956-ban a felkelés résztvevője volt; Pomázon nemzetőr volt, munkahelyén tagja volt a forradalmi munkástanácsnak. 1957-től a Pomáz-Budakalász-Csobánka református egyházközség presbitere. 1961–1963 között a csapdi tsz-ben mezőgazdász volt. 1964–1981 között az Erdészeti Tudományos Intézet Gépkísérleti Állomásán üzemvezető volt. 1966-tól a Magyar Erdészeti Egyesület tagja. 1972-től a TIT tagja. 1981–1984 között a szentendrei Erdőgép Vállalatnál gyártmányszerkesztőként dolgozott. 1984–1989 között a Szinkron Kisipari Szövetkezetnél tevékenykedett. 1989-ben nyugdíjba vonult.

### Politikai pályafutása
1988 végén Pomázon kapcsolódott be az újjászervezett kisgazdapárt munkájába. 1989-től az FKGP tagja. 1989–1990 között az FKGP Pest megyei szervezetének alelnöke, 1990–1992 között főtitkára volt. 1990-ben, 1998-ban és 2002-ben országgyűlési képviselőjelölt volt. 1992–1998 között országgyűlési képviselő (1992–1994: Pest megye) volt. 1994–1998 között a Környezetvédelmi bizottság tagja, 1998-ban alelnöke volt. 1995–1998 között a Társadalmi szervezetek költségvetési támogatását előkészítő bizottság és a Természet- és környezetvédelmi társadalmi szervezeteket támogató albizottság tagja volt. 1996–1997 között a Kulturális és művelődési társadalmi szervezeteket támogató albizottság tagja volt. 1997-ben a Karitaív társadalmi szervezeteket támogató albizottság tagja volt. 1997–1998 között a Más közérdekű társadalmi szervezeteket támogató albizottság tagja volt.

## Családja
Szülei: Izsó Mihály (1904–1952) és Szöllősi Teréz (1906–1994) voltak. 1955-ben házasságot kötött Kéri Eszterrel. Két fiuk született: Mihály (1956) és Tamás (1960).